# Попередельный метод учёта затрат
Попередельный метод учёта затрат — метод учёта затрат, при котором затраты учитываются сначала по переделам, а затем распределяются по изделиям, для чего рассчитывается себестоимость промежуточных полуфабрикатов.

## Определение
Согласно БСЭ попередельный метод — это метод учёта, когда затраты учитываются сначала по переделам, а затем распределяются по изделиям, для чего рассчитывается себестоимость промежуточных полуфабрикатов (характерен в текстильном производстве, в прядении, ткачестве, отделке).
Ряд экономистов определяют попередельный метод учёта затрат и калькулирования себестоимости продукции как метод учёта затрат, где производственные затраты учитываются по переделам производственного процесса, а внутри каждого передела — по калькуляционным статьям расхода. Применяют в основном в металлургической, текстильной, деревообрабатывающей, стекольной, бумажной, пищевой промышленности и т.п.

## Виды попередельного метода
Ряд экономистов выделяют два варианта исчисления себестоимости единицы продукции:
- бесполуфабрикатный, когда себестоимость полуфабрикатов после каждого передела не определяется, а исчисляется лишь себестоимость готовой продукции в части затрат на обработку;
- полуфабрикатный, когда затраты отражаются на стоимость полуфабрикатов после каждого передела, при этом оценка полуфабрикатов может проводиться либо по фактической, нормативной или плановой себестоимости, либо по расчётным или отпускным ценам.

## Позаказный метод vs попередельный метод
Позаказный метод используется на предприятиях, где дискретно производятся различные по техническим требованиям заказы. Себестоимость каждого заказа индивидуальна. Учёт затрат ведётся отдельно по каждому заказу.
Попередельный метод используется на предприятиях, где производство осуществляется непрерывно (серийно или большими партиями). Заказы однородны. Стоимость продукта в заказе существенно не отличается друг от друга. Учёт затрат ведётся по каждому переделу производства.

## Попередельный метод vs попроцессный метод
Попередельный метод применяется на предприятиях с многопередельным производством, предполагает учёт затрат по каждому переделу, затраты относят на выпущенный полуфабрикат.
Попроцессный метод учёта затрат применяется на предприятиях с ограниченной номенклатурой, где незавершенное производство отсутствует или незначительное, объектами учёта затрат являются отдельные процессы, затраты относят на готовую продукцию. После прохождения производственного процесса полуфабрикат не возникает.